# مرحله مقدماتی لیگ قهرمانان اقیانوسیه ۲۰۲۰
مرحله مقدماتی لیگ قهرمانان اقیانوسیه ۲۰۲۰ از ۲۵ تا ۳۱ ژانویه ۲۰۲۰ برگزار شد. در مجموع چهار تیم در مرحله مقدماتی برای تعیین دو سهمیه از ۱۶ سهمیه در مرحله گروهی لیگ قهرمانان اقیانوسیه ۲۰۲۰ به رقابت پرداختند.

## قرعه کشی
قرعه کشی مرحله مقدماتی در ۱۳ دسامبر ۲۰۱۹ توسط اواف‌سی برگزار شد.
| تیم‌ها                                                     |
| --------------------------------------------------------- |
| - پاگو یوث - توپاپا مارائرنگا - لوپه اوله سواگا - ویتونگو |

## فرمت
چهار تیم حاضر در مرحله مقدماتی به صورت نوبت‌گردشی در یک مکان متمرکز با یکدیگر بازی کردند. تیم‌های اول و دوم به مرحله گروهی راه یافتند تا به ۱۴ شرکت کننده مستقیم بپیوندند. بر اساس قرعه کشی مرحله گروهی:
- تیم اول به گروه D راه می‌یابد.
- تیم دوم به گروه C راه می‌یابد.

## برنامه مسابقات
مسابقات از ۲۵ تا ۳۱ ژانویه ۲۰۲۰ در نیوزیلند برگزار شد.
| مرحله  | تاریخ          |
| ------ | -------------- |
| هفته ۱ | ۲۵ ژانویه ۲۰۲۰ |
| هفته ۲ | ۲۸ ژانویه ۲۰۲۰ |
| هفته ۳ | ۳۱ ژانویه ۲۰۲۰ |

## مسابقات
| تیم              | بازی | برد | تساوی | باخت | گل‌زده | گل‌خورده | تفاضل‌گل | امتیاز | صلاحیت      |
| ---------------- | ---- | --- | ----- | ---- | ----- | ------- | ------- | ------ | ----------- |
| لوپه اوله سواگا  | ۲    | ۱   | ۱     | ۰    | ۲     | ۰       | ۲+      | ۴      | مرحله گروهی |
| توپاپا مارائرنگا | ۲    | ۰   | ۲     | ۰    | ۲     | ۲       | ۰       | ۲      | مرحله گروهی |
| ویتونگو          | ۲    | ۰   | ۱     | ۱    | ۲     | ۴       | ۲-      | ۱      |             |
| پاگو یوث         | ۰    | ۰   | ۰     | ۰    | ۰     | ۰       | ۰       | ۰      | انصراف      |

در ۱۷ دسامبر ۲۰۱۹، اواف‌سی اعلام کرد که تیم پاگو یوث به دلیل شیوع سرخک ساموآ ۲۰۱۹ از مسابقات کنار کشیده است.
| لوپه اوله سواگا | ۲–۰ | ویتونگو |
| --------------- | --- | ------- |
|                 |     |         |

| توپاپا مارائرنگا | ۰–۰ | لوپه اوله سواگا |
| ---------------- | --- | --------------- |
|                  |     |                 |

| ویتونگو | ۲–۲ | توپاپا مارائرنگا |
| ------- | --- | ---------------- |
|         |     |                  |